# إجراءات الاعتراض
إجراءات الاعتراض هي عملية إدارية متاحة بموجب قانون براءات الاختراع والعلامات التجارية في العديد من الولايات القضائية التي تسمح لأطراف ثالثة بالطعن رسميًا في صحة طلب براءة اختراع معلق ("الاعتراض قبل منح البراءة")، أو براءة اختراع ممنوحة ("الاعتراض بعد منح البراءة")، أو علامة تجارية.

## براءات الاختراع
تعد إجراءات الاعتراض على البراءات آلية إدارية ضمن إطار قانون البراءات، تسمح لأطراف ثالثة بالطعن رسميًا في صحة طلب براءة اختراع معلق (الاعتراض قبل منح البراءة) أو براءة اختراع ممنوحة (الاعتراض اللاحق لمنحها). هذه الإجراءات هي بمثابة أداة مراقبة أساسية داخل نظام البراءات، مما يضمن منح البراءات فقط للاختراعات التي تستوفي جميع المتطلبات القانونية، ما يحافظ على سلامة وجودة نظام البراءات.

## العلامات التجارية
فيما يتعلق بالعلامات التجارية، يمكن لأطراف ثالثة استخدام إجراءات المعارضة للاعتراض على قبول طلب علامة تجارية بعد قبوله ونشره لأغراض الاعتراض. إذا رُفض الاعتراض، ستنتقل العلامة التجارية إلى مرحلة التسجيل. تعمل بعض الولايات القضائية بنظام الاعتراض "بعد المنح"، حيث لا يكون الاعتراض ممكنًا إلا بعد التسجيل (مثل اليابان).[بحاجة لمصدر]

### كندا
في كندا، يمكن لأي طرف ثالث تقديم بيان اعتراض لوقف تسجيل علامة تجارية لسبب واحد على الأقل من الأسباب الواردة في قانون العلامات التجارية واللوائح الخاصة بالعلامات التجارية. يمكن تقديم بيان الاعتراض فقط خلال فترة شهرين بعد موافقة مكتب الملكية الفكرية الكندي (CIPO) على طلب العلامة التجارية ونشره في مجلة العلامات التجارية. بعد ذلك، يقوم مقدم طلب العلامة التجارية والمعترض بتقديم المرافعات والأدلة والحجج إلى مجلس الاعتراض على العلامات التجارية (وهو هيئة إدارية داخل المكتب الكندي للملكية الفكرية CIPO)، الذي ينظر في إجراءات الاعتراض ويصدر قراراته في إجراءات الاعتراض.[3][4][5] ويمكن للمجلس إما رفض طلب العلامة التجارية (كليًا أو جزئيًا) أو رفض الاعتراض. ويمكن للطرفين، مقدم طلب العلامة التجارية والمعترض، الطعن في هذا القرار والاستئناف أمام المحكمة الفيدرالية الكندية.